# Província de L'Aquila
La província de L'Aquila (Provincia dell'Aquila, en italià), és una província que forma part de la regió dels Abruços d'Itàlia. La seva capital és L'Aquila.
Limita amb la província de Teramo, al nord-est, amb la província de Pescara i la província de Chieti, a l'est, amb Molise (província d'Isernia) al sud-est, i el Laci (la província de Frosinone, la ciutat metropolitana de Roma capital i la província de Rieti) a l'oest.
Té una àrea de 5.047 km², i una població total de 302.200 hab. (2016). Hi ha 108 municipis a la província.